# 红蝴蝶
红蝴蝶（学名：Caesalpinia pulcherrima），又名番蝴蝶、洋金凤、黄蝴蝶，为豆科美洲云实属下的一个种。此物种也是巴貝多的國花。它可能原产于西印度群岛，但由于广泛种植，其确切起源尚不清楚。

## 扩展阅读
- 維基物種上的相關：红蝴蝶

1. ↑  .   [30 November 2012]. （原始内容存档于14 October 2012）.
2. ↑  . Germplasm Resources Information Network (GRIN). USDA.   [2010-12-03].